# Meritxell Huch
Meritxell Huch Ortega (Barcelona, 1978) es una bióloga española especializada en células madre. Es la directora del Instituto Max Planck de Biología Celular Molecular y Genética. Su investigación se centra en la regeneración de tejidos y el desarrollo de modelos de enfermedades en los tejidos de los órganos humanos. En 2023, se le concedió una beca de consolidación del Consejo Europeo de Investigación. 

## Trayectoria
Huch estudió Ciencias Farmacéuticas en la Universidad de Barcelona, donde decidió conocer cómo funcionaba la aspirina. Permaneció allí hasta realizar sus estudios de posgrado, obteniendo una Maestría en 2003 y un doctorado en 2007. Realizó su investigación doctoral en el Centro de Regulación Genómica de Barcelona, donde trabajó junto a la científica y biomédica Cristina Fillat.
Después de completar su investigación doctoral, pasó un año como investigadora postdoctoral antes de mudarse a la Real Academia de Artes y Ciencias de los Países Bajos con una beca Marie Curie. Estando en Utrecht, trabajó en el laboratorio del genetista neerlandés Hans Clevers, donde aisló las células madre, responsables del recambio del estómago adulto.
Huch fue nombrada investigadora Sir Henry Dale en el Instituto Gurdon de la Universidad de Cambridge, donde ocupó un puesto conjunto con la organización benéfica de investigación sanitaria Wellcome Trust y el Departamento de Fisiología. Tras cinco años en la Universidad de Cambridge, se incorporó al Instituto Max Planck de Biología Celular Molecular y Genética como uno de los primeros miembros del Programa de Excelencia Lise Meitner, cuyo nombre es en reconocimiento a la física austrosueca.
La investigación de Huch se centra en la regeneración de tejidos y su relación con enfermedades crónicas del hígado y el cáncer. Su grupo ha desarrollado modelos de organoides humanos para estudiar las bases moleculares de la regeneración en tejidos adultos. En sus estudios, identificó células madre responsables de la rápida renovación del estómago adulto y demostró que podían mantenerse en cultivo. Posteriormente, amplió su investigación a las células hepáticas, donde evidenció el potencial replicativo de las células progenitoras durante la regeneración hepática, lo que sugiere su posible uso en futuras terapias para enfermedades hepáticas. Su trabajo también podría contribuir a reducir el uso de animales en la investigación científica.

## Publicaciones (selección)
- 2010 – Barker N; Huch M; Kujala P; et al. "Stem cells drive self-renewal in the stomach and build long-lived gastric units in vitro". Cell Stem Cell. 6 (1): 25–36. ISSN 1934-5909.[13]
- 2013 – Meritxell Huch; Craig Dorrell; Sylvia F Boj; et al. "In vitro expansion of single Lgr5+ liver stem cells induced by Wnt-driven regeneration". Nature. 494 (7436): 247–250. ISSN 1476-4687.[14]
- 2014 – Sylvia F Boj; Chang-il Hwang; Lindsey Baker; et al. "Organoid models of human and mouse ductal pancreatic cancer". Cell. 160 (1–2): 324–338. ISSN 0092-8674.[15]

## Reconocimientos
Meritxell Huch ha recibido numerosos reconocimientos a lo largo de su carrera por sus contribuciones a la investigación en biología celular y regeneración de tejidos. En 2016, fue galardonada con el Premio Hamdan a la Excelencia en Investigación Médica, por su labor en el ámbito de la medicina. Al año siguiente, en 2017, recibió la Medalla de Mujeres en Biología Celular, un reconocimiento dirigido a investigadoras en las primeras etapas de su carrera. En 2018, obtuvo el Premio Dame Sheila Sherlock (por la hepatóloga y fisióloga angloirlandesa), que destaca sus avances en hepatología, y fue seleccionada como Investigadora Joven de la Organización Europea de Biología Molecular (EMBO).
En 2019, se le concedió el Premio a la Innovación BINDER, que distingue investigaciones innovadoras en biología celular. Posteriormente, en 2022, recibió el Premio Hilde Mangold (por la bióloga alemana), otorgado por la Red Alemana de Células Madre a investigadores destacados en este campo. En 2023, obtuvo una Subvención de Consolidación del Consejo Europeo de Investigación (ERC Consolidator Grant). Finalmente, en 2024, fue reconocida con el Premio Otto Bayer (por el químico alemán), que distingue avances científicos con aplicaciones innovadoras en el ámbito de la salud y las ciencias de la vida.